# Meriones unguiculatus
El gerbil de Mongolia (Meriones unguiculatus) es una especie de roedor miomorfo de la familia Muridae. Recibe los nombres vulgares de gerbil, gerbillo, merión y, erróneamente, jerbo. Suele confundirse con el jerbo (sobre todo con el más común de ellos, Jaculus jaculus) por lo similar de sus nombres, pero son especies totalmente diferentes que pertenecen a distintas familias, aunque ocupan nichos ecológicos similares[cita requerida].
Es un roedor omnívoro parecido a la rata, cubierto de pelo y con una larga cola. Vive en las regiones arenosas y secas de Asia, principalmente Mongolia y China. Está adaptado a la locomoción mediante saltos. Vive en madrigueras bastante profundas, que solo abandona por la noche para ir en busca de semillas y vegetales de los que se alimenta.

## Comportamiento
Los gerbiles son territoriales, sobre todo las hembras, las que si no están en su etapa fértil son capaces de atacar a un macho que esté cerca, pudiendo incluso matarlo. Los machos en cambio son un poco más dóciles, lo que si logran una buena afinidad con la hembra al momento de la cruza, pueden vivir juntos, e incluso, cuidar de los recién nacidos junto a la hembra.

## Sexado
No es excesivamente difícil diferenciar el sexo en el caso de estos animales, salvo que sean muy jóvenes. El mejor método y también el más precoz (a partir de la 5.º semana) es fijarse en la distancia entre el ano y la abertura genital, que es mucho más pequeña en las hembras que en los machos. Para que la identificación sea aceptable, generalmente hay que comparar dos animales. Además en el caso de los machos y a partir de las siete semanas de vida se puede observar perfectamente un abultamiento en la base de la cola que corresponde con el escroto.

## Relación con el humano
Esta especie de jerbo ha sido muy utilizada en experimentación animal, y posteriormente, debido a su buen carácter, también como animal de compañía.
En cautividad su alimentación consiste en diferentes variedades de grano, y destacan por tener una necesidad importante de proteína, que se suele cubrir con insectos u otros alimentos. Además del consumo de heno, como muchos otros roedores.
Son animales sociables, por lo que es muy importante que en cautividad se tenga a los animales en grupos, al menos pareja. Aunque siendo animales sociables aun así a veces se dan conflictos, lo que puede ser un reto para algunos propietarios.